# Silvicultrix diadema
El pitajo diademado (Silvicultrix diadema), también denominado pitajo de vientre amarillo (en Perú), pitajo diadema (en Venezuela, pitajo de diadema (en Colombia o pitajo ventriamarillo (en Ecuador), es una especie de ave paseriforme de la familia Tyrannidae perteneciente al género Silvicultrix, anteriormente situado en Ochthoeca.  Es nativo de regiones andinas y montañosas del norte y noroeste de América del Sur.. 

## Distribución y hábitat
Se distribuye de forma disjunta en la cordillera de la Costa de Venezuela; en la Serranía del Perijá, en la frontera de Venezuela y Colombia; en la Sierra Nevada de Santa Marta y en la cordillera de los Andes desde el noroeste de Venezuela, por Colombia, Ecuador, hasta el norte de Perú.
Esta especie es considerada bastante común pero raramente visible en sus hábitats naturales: el denso interior y el sotobosque de selvas húmedas montanas, con menos frecuencia en los bordes arbustivos cerca de cursos de agua; generalmente no es encontrada en áreas con bambuzales. Principalmente en altitudes entre 1700 y 3100 m, raramente más bajo hasta los 800 a 900 m.

## Descripción
Mide 12,5 cm de longitud. Tiene un pico corto y delgado. En general es de color verde oliva oscuro con la corona más oscura y con la frente amarillo ocre que continúa en una larga y ancha ceja amarilla. Tiene alas y cola de color pardo grisáceo, las alas con dos barras y bordes rojizos. El vientre es de color amarillo brillante, así como también las cobertoras inferiores de la cola.

## Comportamiento
Anda solitario o en parejas y caza bajo en el denso follaje del sotobosque donde es difícil de ser visto. No parece seguir bandadas mixtas.

## Sistemática

### Descripción original
La especie S. diadema fue descrita por primera vez por el ornitólogo alemán Gustav Hartlaub en 1843 bajo el nombre científico Myiobius diadema; su localidad tipo es: «Nueva Granada (Colombia), restringido posteriormente para Bogotá».

### Etimología
El nombre genérico femenino «Silvicultrix» en latín significa ‘aquel que habita en los bosques’; y el nombre de la especie «diadema», en latín moderno significa ‘diadema’, ‘adorno de cabeza’.

### Taxonomía
Las subespecies pueden formar dos grupos distintos con base en las vocalizaciones: la nominal y tovarensis parecen diferentes de las otras pero son necesarias más evicencias. Las subespecies propuestas S. diadema meridana (Phelps Sr. & Phelps Jr.), 1950 (de Mérida, en Venezuela) parece indistinguible de la nominal; y S. diadema cajamarcae (Carriker), 1934 (de Cajamarca, en Perú) es sinónimo de gratiosa.

### Subespecies
Según las clasificaciones del Congreso Ornitológico Internacional (IOC) y Clements Checklist/eBird se reconocen cinco subespecies, con su correspondiente distribución geográfica:
- Silvicultrix diadema jesupi (Allen), 1900 – Sierra Nevada de Santa Marta, noreste de Colombia.
- Silvicultrix diadema rubellula (Wetmore), 1946 – Serranía del Perijá, frontera Colombia–Venezuela.
- Silvicultrix diadema tovarensis (Gilliard), 1940 – cordillera de la Costa de Venezuela (Aragua, Distrito Federal).
- Silvicultrix diadema diadema (Hartlaub), 1843 – Andes del oeste de Venezuela y pendiente oriental de los Andes orientales de Colombia.
- Silvicultrix diadema gratiosa (P.L. Sclater), 1862 – Andes occidentales y centrales y pendiente occidental de los Andes orientales de Colombia al sur hasta el norte de Perú (Piura, Cajamarca).